# Georges Lacombe

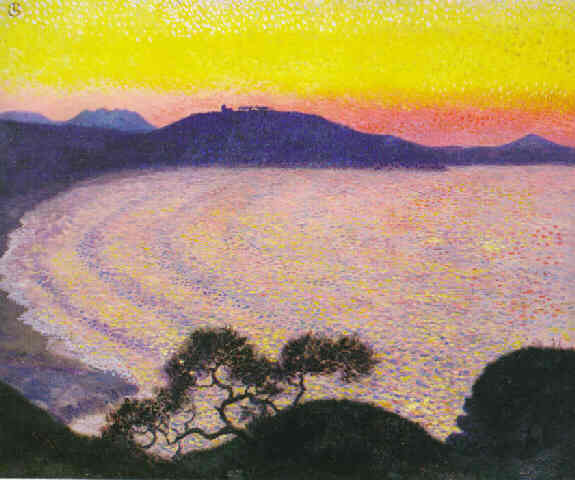
La Baie

Georges Lacombe (ur. 18 czerwca 1868 w Wersalu, zm. 29 czerwca 1916 w Alençon) – francuski malarz i rzeźbiarz – nabista.
Studiował w Académie Julian w Paryżu, jego nauczycielami byli Alfred Roll i Henri Gervex. W 1892 poznał Paula Sérusiera i związał się z nabistami, stając się rzeźbiarzem grupy. Rzeźbił przede wszystkim w drewnie. Na jego twórczość bardzo duży wpływ miały prace Paula Gauguina.